# لیگ برتر فوتبال زنان ایران ۰۱–۱۴۰۰
لیگ برتر فوتبال زنان ایران ۰۱–۱۴۰۰ چهاردهمین دوره مسابقات لیگ کوثر بانوان فوتبال ایران و بالاترین سطح مسابقات باشگاهی فوتبال بانوان در ایران می‌باشد. این دوره از مسابقات روز شنبه ۲۲ آبان ۱۴۰۰ آغاز گردید و روز دوشنبه ۱۶ خرداد ۱۴۰۱ پایان یافت.

## تیم‌های راه‌یافته
- باشگاه فوتبال زنان شهرداری سیرجان
- باشگاه فوتبال زنان خاتون بم
- باشگاه فوتبال زنان سپاهان اصفهان
- باشگاه فوتبال زنان ذوب آهن اصفهان
- باشگاه فوتبال زنان نماینده البرز
- باشگاه فوتبال زنان همیاری ارومیه
- باشگاه فوتبال زنان زارع باتری
- باشگاه فوتبال زنان پالایش گاز ایلام
- باشگاه فوتبال زنان ملوان بندرانزلی
- باشگاه فوتبال زنان سارگل بوشهر
- باشگاه فوتبال زنان ملی پوشان شهرکرد
- باشگاه فوتبال زنان کیان نیشابور

## جدول لیگ
| رتبه | تیم              | بازی | برد | مساوی | باخت | گل زده | گل خورده | گل تفاضل | امتیاز | صعود یا سقوط         |
| ---- | ---------------- | ---- | --- | ----- | ---- | ------ | -------- | -------- | ------ | -------------------- |
| ۱    | خاتون بم         | ۰    | ۰   | ۰     | ۰    | ۰      | ۰        | ۰        | ۰      | قهرمان               |
| ۲    | ذوب آهن اصفهان   | ۰    | ۰   | ۰     | ۰    | ۰      | ۰        | ۰        | ۰      | نایب‌قهرمان           |
| ۳    | سپاهان اصفهان    | ۰    | ۰   | ۰     | ۰    | ۰      | ۰        | ۰        | ۰      |                      |
| ۴    | ملوان بندر انزلی | ۰    | ۰   | ۰     | ۰    | ۰      | ۰        | ۰        | ۰      |                      |
| ۵    | سارگل بوشهر      | ۰    | ۰   | ۰     | ۰    | ۰      | ۰        | ۰        | ۰      |                      |
| ۶    | ملی پوشان شهرکرد | ۰    | ۰   | ۰     | ۰    | ۰      | ۰        | ۰        | ۰      |                      |
| ۷    | شهرداری سیرجان   | ۰    | ۰   | ۰     | ۰    | ۰      | ۰        | ۰        | ۰      |                      |
| ۸    | همیاری ارومیه    | ۰    | ۰   | ۰     | ۰    | ۰      | ۰        | ۰        | ۰      |                      |
| ۹    | زارع باتری سنندج | ۰    | ۰   | ۰     | ۰    | ۰      | ۰        | ۰        | ۰      |                      |
| ۱۰   | نماینده البرز    | ۰    | ۰   | ۰     | ۰    | ۰      | ۰        | ۰        | ۰      |                      |
| ۱۱   | پالایش گاز ایلام | ۰    | ۰   | ۰     | ۰    | ۰      | ۰        | ۰        | ۰      | سقوط به لیگ دسته اول |
| ۱۲   | کیان نیشابور     | ۰    | ۰   | ۰     | ۰    | ۰      | ۰        | ۰        | ۰      | سقوط به لیگ دسته اول |